# Potres v Konstantinoplu (1509)
Potres v Konstantinoplu leta 1509 v zgodovini Kıyamet-i Sugra ali (Mali sodni dan) se je zgodil v Marmarskem morju 10. septembra 1509 okoli 22. ure. Potres je imel ocenjeno magnitudo 7,2 ± 0,3 na površinskega vala. Po potresu je sledil cunami in petinštirideset dni popotresnih sunkov. Število smrtnih žrtev v tem potresu je slabo znano, ocene pa se gibljejo med 1.000 in 13.000.

## Ozadje
Marmarsko morje je razmaknjena kotlina, ki je nastala na sproščujočem ovinku v Anatolski tektonski prelomnici, desnem stranskem prelomu s premikom po vpadu. To lokalno območje se pojavi tam, kjer ta transformni prelom med Anatolsko ploščo in Evrazijsko ploščo zgodi proti severu, zahodno od Izmita, od Izmitovega preloma do Ganosovega preloma. Vzorec prelomov v kotlini Marmarskega morja je zapleten, vendar je blizu Carigrada en sam glavni prelomni del z ostrim zavojem. Na zahodu se prelomi gibljejo proti zahodu in vzhodu in so čisti zmični prelomi. Na vzhodu je prelom usmerjen v smeri SZ-JV in kaže dokaze o normalnem in zmičnem prelomu. Gibanje po tem prelomu, ki meji na kotlino Çınarcık, je bil najverjetnejši vzrok dogodka 1509.

## Škoda
Območje večje škode (večje od VII - torej zelo močno) se je razširilo od Çorlu na zahodu do İzmita na vzhodu. Tudi Galata in Büyükçekmece sta utrpela hudo škodo. V Konstantinoplu je bilo 109 mošej popolnoma uničenih, večina tistih, ki so ostale, pa je utrpela škodo na minaretih. Uničenih naj bi bilo 1070 domov, porušenih ali poškodovanih pa je bilo tudi 49 stolpov Konstantinopelskega obzidja. Novo zgrajena mošeja Bajazida II. je bila močno poškodovana; glavna kupola je bila uničena in zrušil se je minaret. Fatihova mošeja je utrpela poškodbe na štirih velikih stebrih, kupola se je razcepila. Potres je poškodoval tudi trdnjavo Rumeli, trdnjavo Anadolu, grad Joros v Anadolu Kavağı in Deviški stolp. Velika mošeja Hagija Sofija je preživela skoraj nepoškodovana, čeprav se je zrušil minaret. V mošeji je odpadel omet, s katerim so bili zakrili bizantinske mozaike v kupoli, kar je razkrilo krščanske podobe.
Število mrtvih in ranjenih je težko oceniti, saj različni viri navajajo od 1000 do 13.000 oseb. Menijo, da je v tem potresu umrlo nekaj pripadnikov osmanske dinastije. Popotresni sunki so se nadaljevali še 45 dni po potresu in ljudje se dva meseca niso mogli vrniti na svoje domove.  Osmanski Turki so čutili, da je prišel sodni dan. Potres je bil za Konstantinopel tako uničujoč, da so ga zgodovinarji označevali kot Kıyamet-i Sugra ali 'Mali sodni dan'.

## Posledice
Potres naj bi napovedal neimenovani grški menih iz samostana svete Katarine na Sinaju, medtem ko je bil prisoten na sultanovem dvoru. Po takratnih evropskih interpretacijah je bil potres nekakšna kazen, s katero je Bog kaznoval Turke zaradi napadov na evropske kristjane. Tudi sam sultan Bajazid II. je potres razumel kot božjo kazen, vendar je kazen pripisoval krivicam svojih ministrov. Sultanova Palača Topkapi ni bila poškodovana, toda spalnica Bajazida II. se je ob tresenju podrla, sultana pa je rešilo le dejstvo, da je le nekaj ur prej zapustil svoje prostore. Po desetih dneh bivanja v šotoru, postavljenem na vrtu palače, je Bajazid II. odšel v nekdanjo prestolnico Odrin.
Po potresu se je sestal osmanski cesarski svet (Divan-ı Hümayun), ki je sprejel odločitve za odpravo posledic katastrofe. Konstantinopel je bilo treba obnoviti in vsako gospodinjstvo je moralo prispevati dodaten davek v višini 22  akçe. Nato je bila sprožena pobuda za obnovo mesta po vsem cesarstvu. Tako iz Anatolije kot iz Rumelije je bilo v Konstantinopel pripeljanih več deset tisoč delavcev, kamnosekov in tesarjev. Od 29. marca 1510 so bila gradbena dela v mestu naglo opravljena in končana 1. junija 1510.

## Značilnosti

### Potres
Glede na območje in intenzivnost tresenja je bila ocenjena razpoka preloma 70 km. Večji potresi so se zgodili v polurnih intervalih in so bili silovite in dolgotrajne narave, zaradi česar so morali prebivalci iskati zatočišče v odprtih parkih in trgih. Popotresni sunki naj bi se nadaljevali 18 dni, ne da bi povzročili nadaljnjo škodo, vendar je na nekaterih območjih zavleklo obnovo.

### Cunami
V nekaterih virih je cunami omenjen z naletom več kot 6,0 m, v drugih pa manj. Turbidit (opomba: geološko nahajališče motnostnega toka, ki je vrsta gravitacijskega toka usedlin, ki je odgovorno za distribucijo ogromnih količin klastičnega sedimenta v globoki ocean), katerega usedanje se ujema z datumom potresa, je bil prepoznan v kotlini Çınarcık.